# Football Club d'Antibes
Le Football Club d'Antibes est un club de football français basé à Antibes (Alpes-Maritimes), fondé en 1912 en tant qu'Olympique d'Antibes.
Il est en 1932 l'un des vingt membres fondateurs du championnat de France professionnel.

## Histoire

### Noms
- Olympique d'Antibes de 1912 à 1933
- FC Antibes de 1933 à 1940, puis de 2011 à 2023
- Olympique d'Antibes Juan-les-Pins de 1940 à 1966
- FC Antibes Juan-les-Pins de 1966 à 2011

### Bref historique
L'Olympique d'Antibes est créé en 1912 en même temps qu'est inauguré le stade du Fort Carré. 
Le club accède en Division d'Honneur de la Ligue du Sud-Est en 1921, mais est relégué un an plus tard. Le club participe à trois reprises aux 32es de finales de la Coupe de France en 1923, 1925 et 1931. Au début des années 1930, le club, dirigé par la directeur du casino de Juan-les-Pins et soutenu par des personnalités comme le député Louis Louis-Dreyfus et les acteurs Saint-Granier, Raimu et Raquel Meller, devient ambitieux, à l'image du recrutement en 1931 des deux récents internationaux français Alexandre Villaplane et Louis Cazal. 
En 1932, malgré ses résultats modestes jusque là, il est le premier club français à se porter candidat au nouveau statut professionnel, qu'il conservera jusqu'en 1947. Il embauche alors l’entraîneur Valère de Besveconny, un aristocrate russe bourlingueur un peu mystérieux, qui se fait connaître dans la presse comme « M. Valère ». L'attaquant autrichien d'Antibes Karl Klima est le premier buteur de l'histoire du championnat de France professionnel le 11 septembre 1932 face au Red Star (victoire 3-2). Le club atteint les quarts de finale de la Coupe de France (éliminé par l'AS Cannes) et termine en tête de sa poule, devançant de peu l'AS Cannes et le FC Sochaux. Ce classement lui vaut d’être qualifié pour la finale du championnat, mais le club est finalement déclassé à la suite d'un scandale de tentative de corruption : l’entraîneur et certains joueurs auraient tenté d'acheter la victoire contre le SC Fives lors de la dernière journée. L’entraîneur M. Valère, accusé d'en avoir pris l'initiative, est suspendu à vie.
Après le scandale, le club est rebaptisé « FC Antibes ». Le club se maintient en première division du championnat jusqu'en 1939 (seuls neuf clubs parmi les fondateurs y sont parvenus), et atteint encore les huitièmes de finale de Coupe de France en 1935, 1938 et 1939. Le club est relégué en 1939 à la différence de buts. Il est repêché pour participer à la première édition des championnats « de guerre », à la suite de quoi le club est rebaptisé « Olympique d'Antibes Juan-les-Pins » et semble être mis ensuite en sommeil le temps des combats. 
En 1945, les compétitions reprennent. Le club antibois reprend son statut professionnel et fait son entrée en championnat de France de deuxième division, conformément à son classement en 1939. Après deux saisons, il est relégué en Division d'honneur et perd son statut professionnel. Deux ans plus tard, le FC Antibes est encore relégué et ne reviendra jamais en DH en tant qu'Olympique.
Le club fusionne en 1966 avec deux autres clubs de la ville, l'Espérance et l'Union sportive antiboise, pour former le « Football Club d'Antibes - Juan-les-Pins ». Il retrouve une certaine ambition et fait son retour en Division d'honneur en 1968-1969. 
De 1981 à 1986, le club évolue dans le groupe Sud de Division 3, sans cependant jamais se mêler à la lutte pour la montée. Après deux saisons en Division 4, le club retombe à un niveau régional. Le 8 octobre 2011, le club est renommé simplement Football Club d'Antibes. En 2023-2024, il évolue en deuxième division de Côte d'Azur, le 9e échelon du football français.
‌

## Palmarès
Championnats
- Championnat de France D1
  - Meilleure performance : 7e en 1934[Note 1]
- Championnat de Méditerranée (1)
  - Champion : 1993

Coupes
- Coupe de France
  - Meilleure performance : quart de finale en 1933

## Identité

### Logo

Ancien logo.
-2023.

## Stade

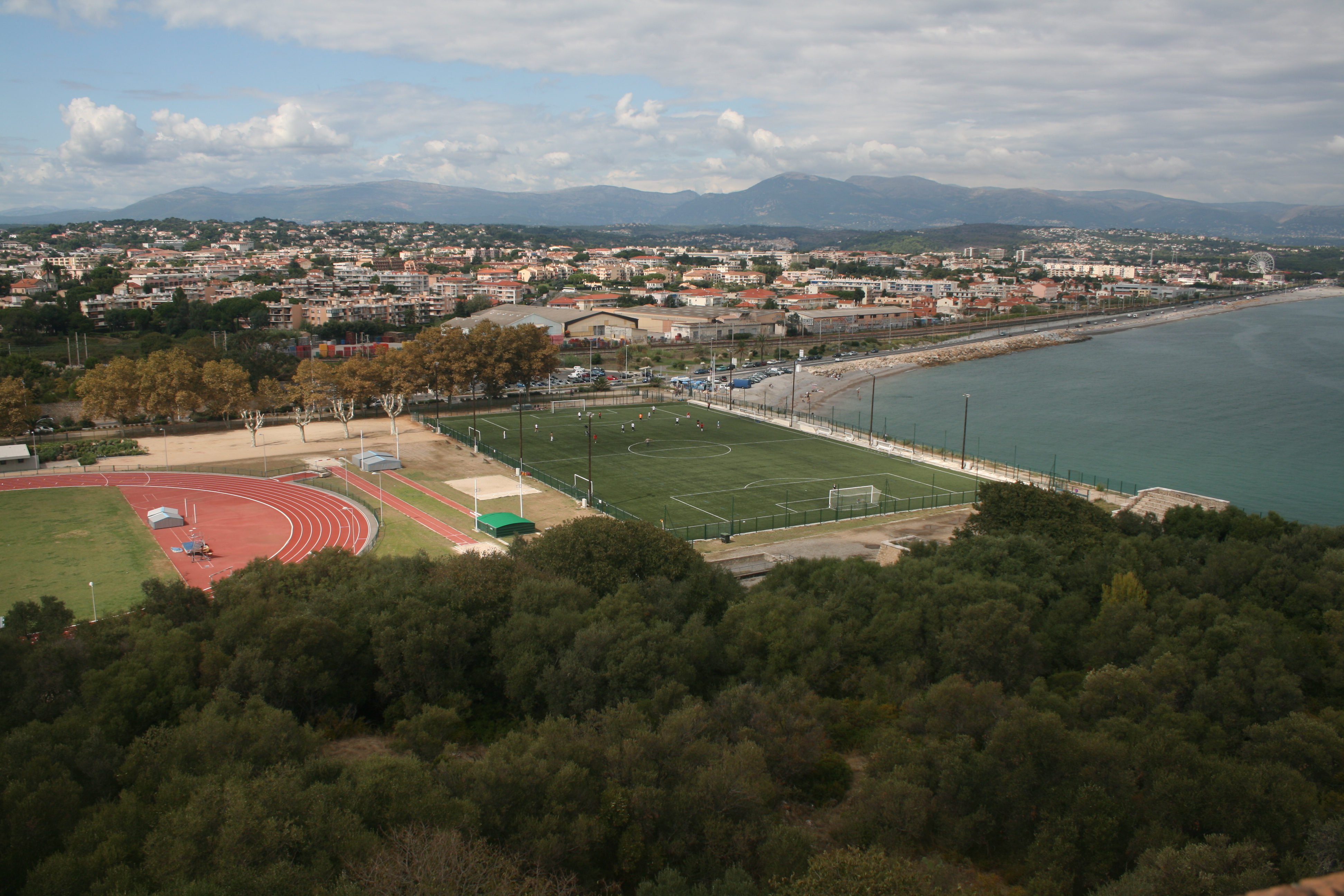
Stade du Fort Carré en 2009

Le club est résident du stade du Fort Carré depuis sa création en 1912. 
Le stade a pu accueillir jusqu'à 17 000 spectateurs dans les années 1930, et a notamment été utilisé pour accueillir des matchs de la Coupe du monde de 1938.

## Personnalités

### Entraîneurs
- Valère de Besveconny, dit « M. Valère » (1932-1933)
- Bino Scasa
- Géza Székány (1934-1935)
- Jean Lardi (1935-1936)
- Billy Aitken (1936-1939)
- Raoul Chaisaz
- Numa Andoire (1945-1946)
- Roger Cardi (1946-1947)
- Lecrublier
- Bernardi
- Laurent Robuschi (1971-1985)
- Serge Recordier (1993-1995)
- Alain Wathelet (1995-1996)
- Serge Recordier (1996-1998)

### Joueurs
Certains joueurs marquent les années professionnelles du club, comme Pierre Fecchino, le local, André Masset, qui détient le record de matchs de championnat disputés avec Antibes (168) et l'ailier hongrois Arpad Belko, meilleur buteur de l'histoire du club en championnat avec 34 buts.